# Cantonul Rive-de-Gier
Cantonul Rive-de-Gier este un canton din arondismentul Saint-Étienne, departamentul Loire, regiunea Rhône-Alpes, Franța.

## Comune
| Comune                 | Populație (1999) | Cod poștal | Cod INSEE |
| ---------------------- | ---------------- | ---------- | --------- |
| Châteauneuf            | 1.470            | 42800      | 42053     |
| Dargoire               | 421              | 42800      | 42083     |
| Pavezin                | 291              | 42410      | 42167     |
| Rive-de-Gier           | 14.831           | 42800      | 42186     |
| Sainte-Croix-en-Jarez  | 424              | 42800      | 42210     |
| Genilac                | 3.668            | 42800      | 42225     |
| Saint-Joseph           | 1.827            | 42800      | 42242     |
| Saint-Martin-la-Plaine | 3.638            | 42800      | 42259     |
| Saint-Romain-en-Jarez  | 1.128            | 42800      | 42283     |
| Tartaras               | 738              | 42800      | 42307     |